# Julia Neigel

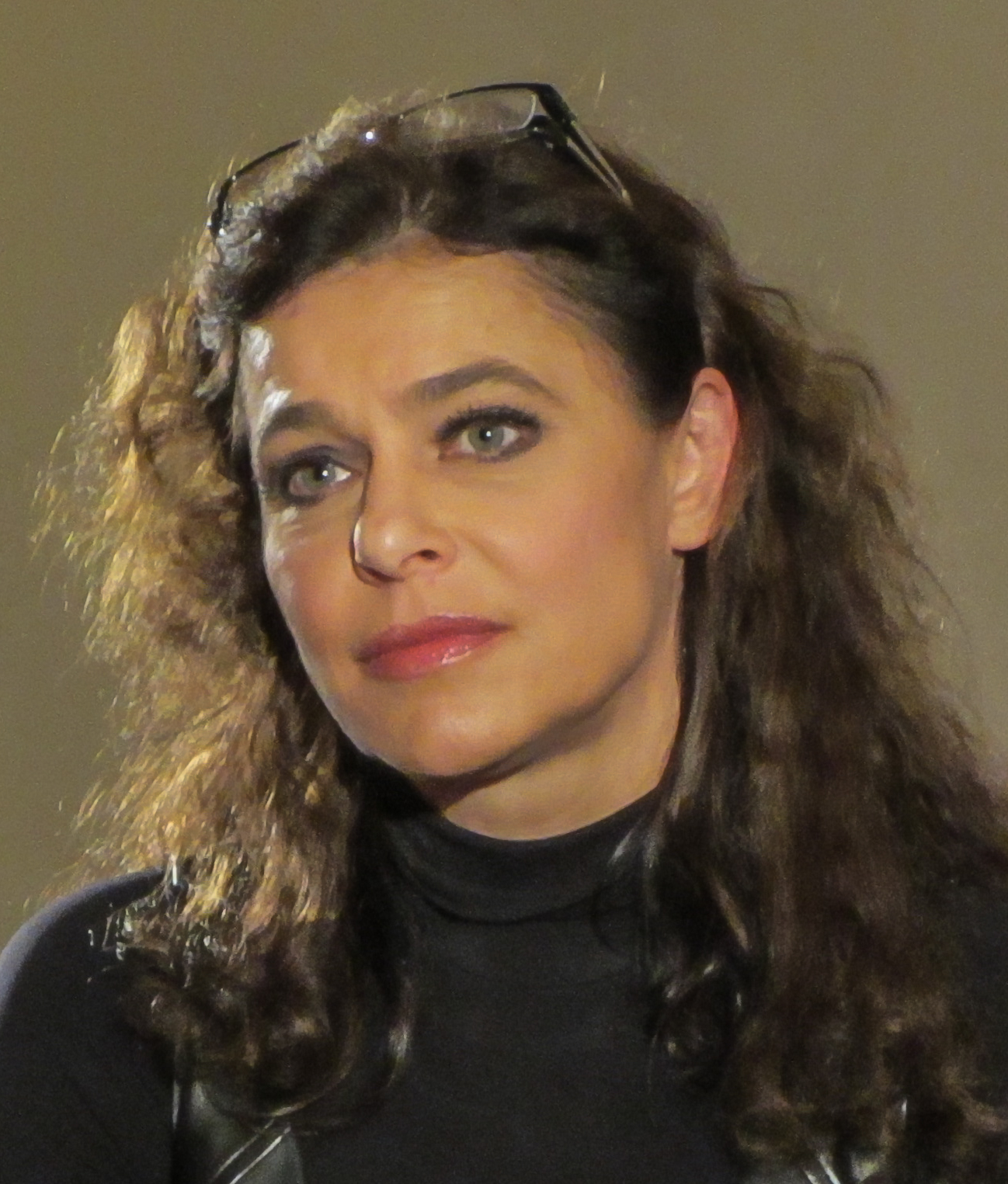
Julia Neigel (2012)

Julia Neigel (* 19. April 1966 in Barnaul, Region Altai, Russische SFSR, Sowjetunion) ist eine deutsche Sängerin, Songwriterin und Musikproduzentin. Sie wurde anfänglich als Jule Neigel bekannt.

## Leben und Wirken

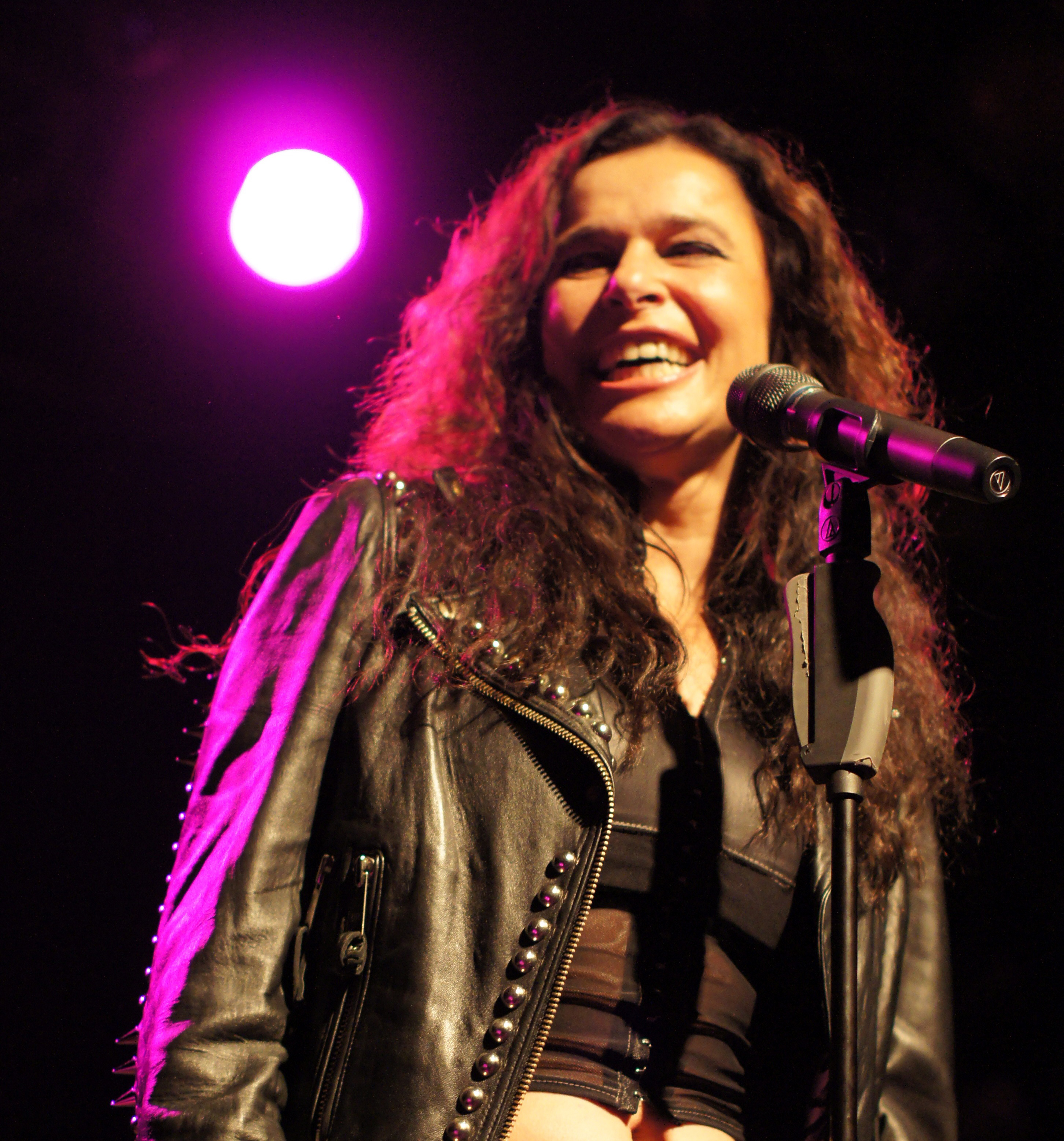
Julia Neigel bei einem Konzert in Bochum 2011

Julia Neigel ist das jüngste von fünf Kindern einer russlanddeutschen Familie und hat einen Bruder und drei Schwestern. Sie wurde im sibirischen Barnaul geboren und verbrachte ab 1969 zwei Jahre in Tiraspol (Moldauische SSR). Die Familie beantragte die Ausreise aus der Sowjetunion in die Bundesrepublik Deutschland und zog im Jahr 1971 nach Ludwigshafen am Rhein.
Mit der Blockflöte gewann sie einige Jugend-musiziert-Wettbewerbe, bis sie beschloss, die klassische Musik aufzugeben. Mit zwölf Jahren entdeckte sie für sich die Pop- und Rockmusik. Nach einem missglückten Versuch in einer Punkband sang sie mit 16 Jahren zum ersten Mal in einer regional bekannten Bluesband. Zu ihrer bevorzugten Musikrichtung entwickelte sich zu dieser Zeit die Soulmusik.
1981 gehörte sie zum Kader von Südwest Ludwigshafen, der den Aufstieg in die Handball-Bundesliga schaffte. 1984 bekam sie aufgrund ihrer herausragenden sportlichen Leistungen die Alfred-Maul-Gedächtnismedaille des Landes Baden-Württemberg verliehen. Nebenbei moderierte sie bei Radiosendern.
1988 gelang ihr mit einem Plattenvertrag und dem ersten Album der Jule Neigel Band Schatten an der Wand der nationale Durchbruch. Das erfolgreichste Album der Band, Herzlich Willkommen, hielt sich 1994 wochenlang in den Top 10.
Neigel verkaufte bislang mehrere Millionen Alben und absolviert seit Jahrzehnten regelmäßig Konzerte, bzw. Tourneen. Sie verfügt über einen Stimmumfang von mehr als 3 Oktaven. Ihr musikalisches Wirken erstreckt sich über viele Genres der Pop- und Rockmusik ebenso wie Funk, R ’n’ B. Sie wird seitens der Presse auch als „The Voice“ und die „Königin unter den deutschen Sängerinnen“ bezeichnet sowie als „schönste Stimme Deutschlands, die oft kopiert und nie erreicht“ wurde. Peter Maffay sah sie 2008 laut Bild als „nach wie vor die beste deutsche Sängerin“. Udo Lindenberg bezeichnet sie im Vorwort ihrer Biografie als „außerirdische Erscheinung“ mit einer „Performance, [...] die einen umhaut. Ihre Stimme, ihr Verstand, ihre Fitness, das alles zusammen macht das Gesamtkunstwerk Julia Neigel aus“.

## Karriere

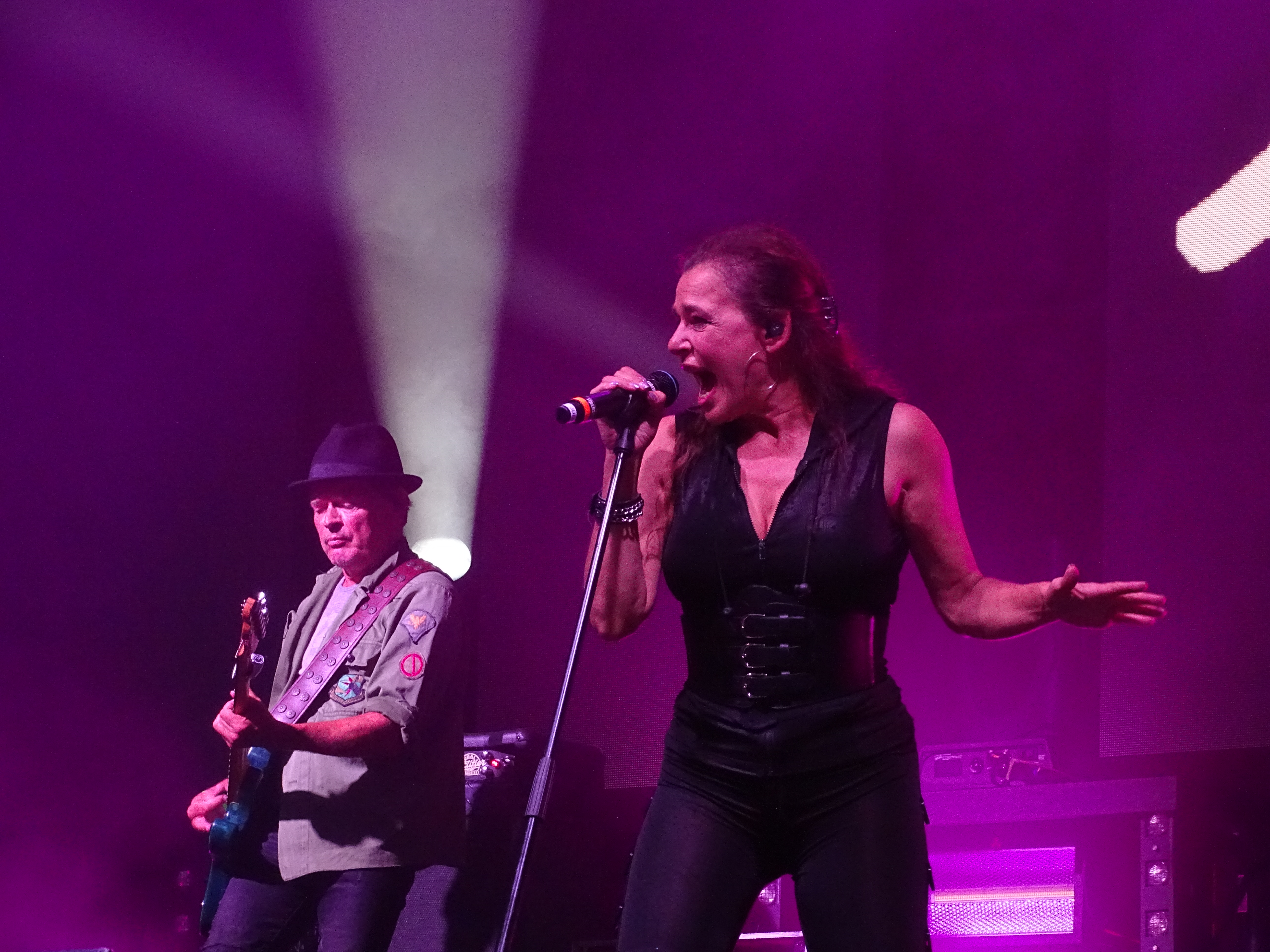
Julia Neigel mit Reinhard Petereit bei einem Auftritt von Silly 2022

1982 hatte Neigel ihren ersten Auftritt mit der Hopp’n Ex Group. 1986 wurde sie Sängerin der Band The Stealers, aus der sie 1987 die nach ihr benannte Jule Neigel Band formierte. Im Frühsommer 1988 wurde ihr Lied Schatten an der Wand zu einem Hit (Platz 30 in Deutschland). Das gleichnamige Album erreichte im Oktober 1988 Platz 16 der deutschen Albumcharts und verkaufte sich über 250.000-mal. Als Single-Auskoppelungen aus diesem Album konnten sich Der Rebell und Nie mehr miese Zeiten in den Charts platzieren. Weitere Singles waren u. a. So wie noch nie, Shut up!, Heut’ Nacht (Platz 56 im September 1991), Die Seele brennt, Sehnsucht (Platz 78 im Mai 1994) und Sphinx.
Im August 1989 war sie Teil der Rockpoeten-Tour durch die DDR. Die in Kooperation mit westdeutschen Kultusministerien organisierte Tournee wurde gemeinsam mit Purple Schulz, Ulla Meinecke und Heinz Rudolf Kunze durchgeführt – mit Stationen in Karl-Marx-Stadt, Suhl und Weimar. Das Abschluss-Konzert am 22. August 1989 in Ost-Berlin-Weißensee vor 120.000 Menschen bekam eine Live-Übertragung in der ARD.
1990 wirkte Neigel in der Sketchreihe Och Joh von Badesalz mit, in der auch ihr Lied Schatten an der Wand persifliert wurde. 1992 hatte sie einen Gastauftritt in der Folge Der neue Anzug der Fernsehserie Familie Heinz Becker. Am 25. April 1991 trat die Künstlerin bei einem Jimi-Hendrix-Tribute-Konzert mit Simon Phillips und Jack Bruce für den Rockpalast im WDR auf. Im Sommer 1995 tourte sie mit der durch Fritz Rau initiierten ausverkauften Festivalreihe Rock over Germany.
Nach Schatten an der Wand konnten sich weitere Alben in den Hitparaden platzieren: 1990 Wilde Welt, 1991 Nur nach vorn, 1994 Herzlich Willkommen (Platz 4), 1996 Sphinx und 1998 Alles.
Seit 1987 arbeitet Neigel als Produzentin, Sängerin, Textdichterin und Komponistin. 1988 erhielt sie als erste Preisträgerin den Fred-Jay-Preis für deutschsprachige Liedtexter. Sie schrieb unter anderem die Texte zu Freiheit, die ich meine, Siehst Du die Sonne und Gib die Liebe nicht auf für Peter Maffay und tritt bis heute auch mit ihm gemeinsam auf. Sie arbeitete bei ihren Alben mit Musikern wie Simon Phillips, Paco de Lucía und Helmut Zerlett zusammen. In den Jahren 1989 bis 1998 wurde sie von der Zeitschrift Rolling Stone und dem Fachblatt Musikmagazin zur besten Sängerin national gewählt.
2003 war sie Jury-Mitglied in der ZDF-Castingshow Die deutsche Stimme 2003. Am 10. Oktober 2005 veröffentlichte der britische Künstler David Knopfler auf seinem Album Ship of Dreams das Duett mit ihr Tears Fall.
Sie löste die Jule Neigel Band auf und tritt seit 2004 unter ihrem bürgerlichen Namen Julia Neigel auf. 2006 veröffentlichte sie das Livealbum Stimme mit Flügeln.
Von Januar bis Mai 2010 trat sie mit Edo Zanki mit dem Projekt Rock’n Soul Tour in Doppelkonzerten live auf. Zum 20. Jahrestag der deutschen Einheit (3. Oktober 2010) trat Julia Neigel gemeinsam mit Edo Zanki und Ulla Meinecke vor über 100.000 Zuschauern vor dem Brandenburger Tor in Berlin auf. Im April 2011 veröffentlichte Zanki auf seinem Album Zu viele Engel das Lied Lass uns ein Wunder sein von Rio Reiser als Duett mit Neigel.
Am 15. April 2011 erschien Neigels Album Neigelneu. Im selben Jahr trat sie mit dem Entertainer Ron Williams mit einem Big-Band-Projekt auf. Am 29. März 2011 erklärte Neigel in der Talkshow Kölner Treff ihre langjährige Schaffenspause und ihren damaligen Rückzug aus der Öffentlichkeit mit juristischen Streitigkeiten mit ihrer früheren Band sowie einem traumatisierenden Gewaltvorfall von 1995. Sie sei mittlerweile aber geheilt, habe sich von ihrer früheren Band befreit und übe ihren Beruf wieder voll aus. Seither ist sie wieder mit Unplugged- und Rockprogramm und neuer Band auf deutschen Bühnen regelmäßig unterwegs. Am 2. Dezember 2011 trat Julia Neigel zusammen mit Peter Maffay, Udo Lindenberg, Silly und Clueso in Jena beim Festival Rock ’n’ Roll in Jena – für eine bunte Republik Deutschland vor 60.000 Menschen auf.
2012 sang Neigel mit Heinz Rudolf Kunze auf dessen Album Ich bin im Duett den Titel Mit Leib und Seele. Im August 2012 war die Künstlerin als Jurorin der Talentshow Einfach die Besten beim SWR tätig. Im Oktober 2012 erschien in Zusammenarbeit mit Arno Köster ihre Biografie Neigelnah – Freiheit, die ich meine, eine Lesereise begleitete die Veröffentlichung. Von Oktober bis Dezember 2012 tourte die Sängerin mit Peter Maffays Musical Tabaluga und die Zeichen der Zeit in der Rolle der „Kameliendame“ durch Deutschland.
Julia Neigel sang 2014 auf dem zweiten Soloalbum von Dieter „Maschine“ Birr (Puhdys) mit ihm das Duett Regen, das als Single und mit einem Musikvideo veröffentlicht wurde. Im Jahre 2015 ging sie als Duettpartnerin mit Peter Maffay und dem Musical Tabaluga – Es lebe die Freundschaft erneut auf Tournee und steuerte als Gesangspartnerin Dafür sind Freunde da auf der Live-CD bei. Von Januar bis März 2017 war sie Dieter Birrs Duett-Partnerin auf seiner „Neubeginner“-Tour. Mit einem Projekt mit Stefan Gwildis und Big Band tourte sie 2018 durch die Republik. 2019 trat sie mit Birr bei Lieder auf Banz auf.
2019 ging Julia Neigel mit der Band Silly und AnNa R. auf Tour.
2020 veröffentlichte sie ihr neuntes Studioalbum Ehrensache, welches im September 2020 auf Platz 13 in die Charts ging.
Am 25. Juni 2021 kündigten Silly das Studioalbum instandbesetzt mit ihr sowie AnNa R. an, zudem eine weitere gemeinsame Tournee. Das Album erschien im September 2021 und erreichte die Top 10; Höchstplatzierung war Platz 7.

## Engagement
Julia Neigel engagiert sich seit Beginn ihrer Karriere für soziale und karitative Zwecke, wie Toleranz, Humanität, für Kinder und für Opferschutz, Zivilcourage, Ärzte ohne Grenzen und gegen Rassismus. Am 23. Dezember 1992 trat sie zusammen mit Peter Maffay beim durch die Musikbranche organisierten Festival Heute die! Morgen Du! vor der Festhalle in Frankfurt vor 75.000 Menschen auf.
Am 3. September 2002 beteiligte sie sich am Benefizkonzert „Menschen am Fluss“ für die finanzielle Rettung der Elbeflutopfer. Im Juni 2007 trat sie beim Protest gegen den G8-Gipfel in Rostock auf dem Marktplatz vor 25.000 Menschen auf. 2011 war sie in der SWR-Jury für die Aktion Ehrensache tätig, die ehrenamtliche Sozialdienste auszeichnet.
Sie ist im Stiftungskuratorium des Vereins Deutscher Rock & Pop Musikerverband, der den Deutschen Rock & Pop Preis vergibt, tätig und sitzt außerdem in der Jury für den Panikpreis, der durch die Udo-Lindenberg-Stiftung an junge Talente verliehen wird. Neigel ist außerdem Teil der Jury des Weihnachtssong Contest beim SWR Rheinland-Pfalz. Im Jahr 2010 war die Sängerin zudem für die Kinderhilfsaktion Herzenssache aktiv.
Sie unterstützt seit Jahren die Peter-Maffay-Stiftung für traumatisierte Kinder bei verschiedenen Events. Des Weiteren trifft sie sich mit israelischen, palästinensischen und deutschen Kindern zu einem internationalen Austausch des Verständnisses verschiedener Kulturen. Dabei geht es um Konfliktüberwindung durch Kreativität.
Für das Mannheimer Jobcenter nahm Neigel im Rahmen der Initiative Starke50, ein Teil des Bundesprogramms Perspektive 50plus, den selbstgeschriebenen Song Älter macht besser auf CD auf. Diesen Song stellte sie am 20. Dezember 2012 auf einem Konzert für Langzeitarbeitslose im Mannheimer Capitol vor. Ziel der Initiative ist es, Menschen über 50 Mut zu machen, aus der Langzeitarbeitslosigkeit herauszufinden.
Für ihr soziales Engagement im Kampf gegen Rassismus erhielt sie 2013 den Charlie Award des Campus Symposium. Mit der Aufnahme in die Signs Of Fame des Fernwehpark Oberkotzau wurde 2017 unter anderem ihr außerordentliches soziales Engagement geehrt.
Neigel ist unter anderem auf Grund des Trinkwasserschutzgebietes auf dem Gelände eine Gegnerin der Tesla Gigafactory Berlin-Brandenburg und seit Sommer 2020 Mitglied des Vereins für Landschaftspflege und Artenschutz in Bayern und war für ein Jahr Mitglied der Ökologisch-Demokratischen Partei.

## Prozess und Engagement zum Urheberrecht
Um die Urheberrechte zahlreicher Lieder gab es einen jahrelangen Rechtsstreit zwischen Neigel und früheren Bandmitgliedern. Während sie in einem früheren Prozess im Jahr 2006 per Vergleich die Anerkennung einer 75-prozentigen Miturheberschaft an den Kompositionsrechten ihres ersten Hits Schatten an der Wand erzielte, scheiterte sie 2012 vor dem Landgericht Mannheim mit der Klage auf Umregistrierung 66 weiterer Songs bei der GEMA und auf Schadensersatz. Sie legte dagegen Berufung ein. Am 9. November 2016 wurde die Berufung beim Oberlandesgericht Karlsruhe abgewiesen. Der Senat hat die Revision nicht zugelassen.
Julia Neigel engagiert sich für die Durchsetzung von Urheberrechtsansprüchen, vor allem auch im Internet. Von Juni 2012 bis Juli 2013 war sie ehrenamtliches stellvertretendes Aufsichtsratsmitglied der GEMA. In einem Interview des Online-Magazins Giga.de nahm sie Stellung zum Urheberrecht sowie zur GEMA und kritisierte Internetunternehmen wie YouTube sowie die Piratenpartei.

## Verfahren gegen die sächsische Corona-Schutzverordnung
Im November 2021 scheiterte die Sängerin in Eilverfahren vor dem Sächsischen Oberverwaltungsgericht, die sächsischen Coronaregelungen teilweise für unzulässig erklären zu lassen, wodurch Neigel als nicht geimpfte Person in Sachsen kulturelle Events besuchen und ungeimpften Fans den Besuch ihrer Konzerte ermöglichen wollte, obschon damals eine 2G-Regelung galt.
2024 fand vor demselben Gericht ein von Neigel betriebenes Normenkontrollverfahren gegen die damalige 2G-Regelung statt. Dabei wurde die Sängerin anwaltlich von Ralf Ludwig vertreten, laut Eigenbezeichnung ein „Querdenkeranwalt“.

## Diskografie

### Studioalben
| Jahr             | Titel                | Höchstplatzierung, Gesamtwochen, AuszeichnungChartsChartplatzierungen (Jahr, Titel, Platzierungen, Wochen, Auszeichnungen, Anmerkungen) | Anmerkungen                              |
| Jahr             | Titel                | DE | Anmerkungen                              |
| ---------------- | -------------------- | --- | ---------------------------------------- |
| Jule Neigel Band |                      | |                                          |
|                  |                      | |                                          |
| 1988             | Schatten an der Wand | DE16 (10 Wo.)DE | Erstveröffentlichung: 1988               |
| 1990             | Wilde Welt           | DE12 (19 Wo.)DE | Erstveröffentlichung: 1. März 1990       |
| 1991             | Nur Nach Vorn        | — | Erstveröffentlichung: 1991               |
| 1994             | Herzlich Willkommen  | DE9 (27 Wo.)DE | Erstveröffentlichung: 2. Mai 1994        |
| 1996             | Sphinx               | DE44 (6 Wo.)DE | Erstveröffentlichung: 23. September 1996 |
| 1998             | Alles!               | DE23 (6 Wo.)DE | Erstveröffentlichung: 24. August 1998    |
| Julia Neigel     |                      | |                                          |
|                  |                      | |                                          |
| 2006             | Stimme mit Flügeln   | — | Erstveröffentlichung: 25. August 2006    |
| 2011             | Neigelneu            | DE65 (1 Wo.)DE | Erstveröffentlichung: 15. April 2011     |
| 2020             | Ehrensache           | DE13 (2 Wo.)DE | Erstveröffentlichung: 21. August 2020    |

### Kompilationen
| Jahr             | Titel            | Höchstplatzierung, Gesamtwochen, AuszeichnungChartsChartplatzierungen (Jahr, Titel, Platzierungen, Wochen, Auszeichnungen, Anmerkungen) | Anmerkungen                              |
| Jahr             | Titel            | DE | Anmerkungen                              |
| ---------------- | ---------------- | --- | ---------------------------------------- |
| Jule Neigel Band |                  | |                                          |
|                  |                  | |                                          |
| 1993             | Die besten Songs | DE85 (5 Wo.)DE | Erstveröffentlichung: 1993               |
| 1997             | Das Beste        | — | Erstveröffentlichung: 1997               |
| mit Silly        |                  | |                                          |
|                  |                  | |                                          |
| 2021             | Instandbesetzt   | DE7 (6 Wo.)DE | Erstveröffentlichung: 17. September 2021 |

### Singles (Auswahl)
| Jahr             | Titel Album                   | Höchstplatzierung, Gesamtwochen, AuszeichnungChartsChartplatzierungen (Jahr, Titel, Album, Platzierungen, Wochen, Auszeichnungen, Anmerkungen) | Anmerkungen                |
| Jahr             | Titel Album                   | DE | Anmerkungen                |
| ---------------- | ----------------------------- | --- | -------------------------- |
| Jule Neigel Band |                               | |                            |
|                  |                               | |                            |
| 1988             | Schatten an der Wand          | DE30 (12 Wo.)DE | Erstveröffentlichung: 1988 |
| 1991             | Heut’ Nacht Nur nach vorn     | DE56 (11 Wo.)DE | Erstveröffentlichung: 1991 |
| 1994             | Sehnsucht Herzlich Willkommen | DE78 (10 Wo.)DE | Erstveröffentlichung: 1994 |

### Duette
- 2006: David Knopfler, Album Ship of Dreams, Titel „Tears Fall“
- 2011: Edo Zanki, Album Zu viele Engel, Titel „Lass uns ein Wunder sein“
- 2012: Heinz Rudolf Kunze, Album Ich bin, Titel „Mit Leib und Seele“
- 2014: Dieter Birr, genannt „Maschine“, Album Maschine, Titel „Regen“
- 2016: Peter Maffay Album Tabaluga – Es lebe die Freundschaft – Live  Titel „Dafür sind Freunde da“

## Weitere Werke
- Biografie Neigelnah – Freiheit, die ich meine (zusammen mit dem Leipziger Journalisten Arno Köster), Gütersloh 2012. Als Buch: ISBN 978-3-579-06653-0, als Hörbuch: ISBN 978-3-641-09547-5.

## Auszeichnungen
- 1989: Fred-Jay-Preis der GEMA für die beste Textdichterin
- 1989: Best of Formel Eins für den besten Song
- 1989: Goldene Note für Newcomer
- 1989: Tigra-Award für Newcomer
- 1990: Fachblatt Musikmagazin Poll: beste Sängerin national[66]
- 1991: Fachblatt Musikmagazin Poll: beste Sängerin national[66]
- 1992: Fachblatt Musikmagazin Poll: beste Sängerin national[66]
- 1993: Fachblatt Musikmagazin Poll: beste Sängerin national[66]
- 1994: Rolling Stone Poll: beste Sängerin national[66]
- 1994: Fachblatt Musikmagazin Poll: beste Sängerin national[66]
- 1995: RSH-Gold für beste Künstlerin
- 1995: Rolling Stone Poll: beste Sängerin national[66]
- 1995: Echo-Nominierung für bestes Album und bestes Video
- 1995: Fachblatt Musikmagazin Poll: beste Sängerin national[66]
- 1996: Echo-Nominierung für bestes Album und bestes Video
- 1996: Preis der deutschen Schallplattenkritik für die beste Produktion Pop/Rock 1996 (Album Sphinx)
- 1996: Rolling Stone Poll: beste Sängerin national[66]
- 1996: Fachblatt Musikmagazin Poll: beste Sängerin national[66]
- 1997: Echo-Nominierung für bester Live-Act
- 1997: Fachblatt Musikmagazin Poll: beste Sängerin national[66]
- 1998: Echo-Nominierung für bestes Album
- 2000: Ehrenpreis des Landes Rheinland-Pfalz für besondere musikalische Verdienste
- 2014: Charlie Award des Campus Symposium für soziales Engagement im Kampf gegen Rassismus.[67]
- 2015: Ehrenpreis der Russlanddeutschen für besondere gesellschaftliche und musikalische Verdienste.[68]
- 2017: Aufnahme in die Signs Of Fame[69]
- 2024: Golden Planet Award (Toleranz, Humanität, Opferschutz und Zivilcourage) https://www.business-voice-magazin.com/julia-neigel-wurde-mit-dem-golden-planet-award-2024-geehrt/